# Arbogast
Flavije Arbogast (lat: Flavius Arbogastus, umro 394. godine) je bio rimski vojskovođa franačkog podrijetla. 
Arbogast je postao vrhovni zapovjednik rimske vojske zapadnog dijela Rimskog Carstva između 385. i 388. godine, nakon smrti drugog franačkog časnika Bautona. Suprotno običajima, Arbogasta na visoki vojni položaj nije imenovao mladi car Valentinijan II., već je izabran od strane vojske. Pred uzurpatorom Magnusom Maksimom, koji je već držao ostatak rimskog zapada, Valentinijan je 387. morao pobjeći svom istočnom suvladaru Teodoziju I. Arbogast je kao jedan od Teodozijevih zapovjednika ratovao u Galiji 388. gdje je porazio i pogubio Maksimovog sina i suvladara Flavija Viktora. 
Nakon Maksimovog poraza Valentinijan je upućen u carsku rezidenciju Vienne u Galiji iz koje je treba vladati uz Arbogastovu pomoć i zaštitu premda se je 391. Teodozije vratio na istok. Međutim Arbogast jer sve važne položaje prepustio svojim poslušnicima i mladi car je živio u kućnom pritvoru. Arbogastova nadmoć je bila toliko očigledna da je čak svojom rukom ubio jednog od Valentinijanovih savjetnika,  koji je spas potražio u carevim skutima. 
U proljeće 394. Teodozije je poveo svoju istočnorimsku vojsku ponovo na zapad protiv Eugenija. Arbogast je caru postavio zasjedu u jednoj od dolina koje su iz Julijskih Alpa vodile u Italiju u blizini rijeke Frigid (danas Vipavska dolina u Sloveniji). Zasjeda je propala zbog velike oluje koja se podigla i tijekom dvodnevne bitke na Frigidu Teodozije je pobijedio. U kršćanskoj tradiciji pobjeda kršćanskog cara predstavljalaje odlučujuću pobjedu u sukobu s poganstvom. Dok je Eugenije zarobljen i ubijen, Arbogast je pobjegao u planine i nakon dva dana izvršio samoubojstvo.

## Vanjske poveznice
- Walter E. Roberts of Emory University lectures on Aborgast